# On a Clear Night
On a Clear Night è il secondo album in studio della cantautrice australiana Missy Higgins, pubblicato nel 2007.

## Tracce
1. Where I Stood – 4:17
2. 100 Round the Bends – 2:58
3. Steer – 3:50
4. Sugarcane – 3:17
5. Secret – 4:07
6. Warm Whispers – 3:12
7. The Wrong Girl – 3:31
8. Angela – 3:03
9. Peachy – 2:39
10. Going North – 2:48
11. Forgive Me – 4:05